# Homoeomma familiare
Homoeomma familiare là một loài nhện trong họ Theraphosidae.
Loài này thuộc chi Homoeomma. Homoeomma familiare được Philip Bertkau miêu tả năm 1880.